# Lanús (município)

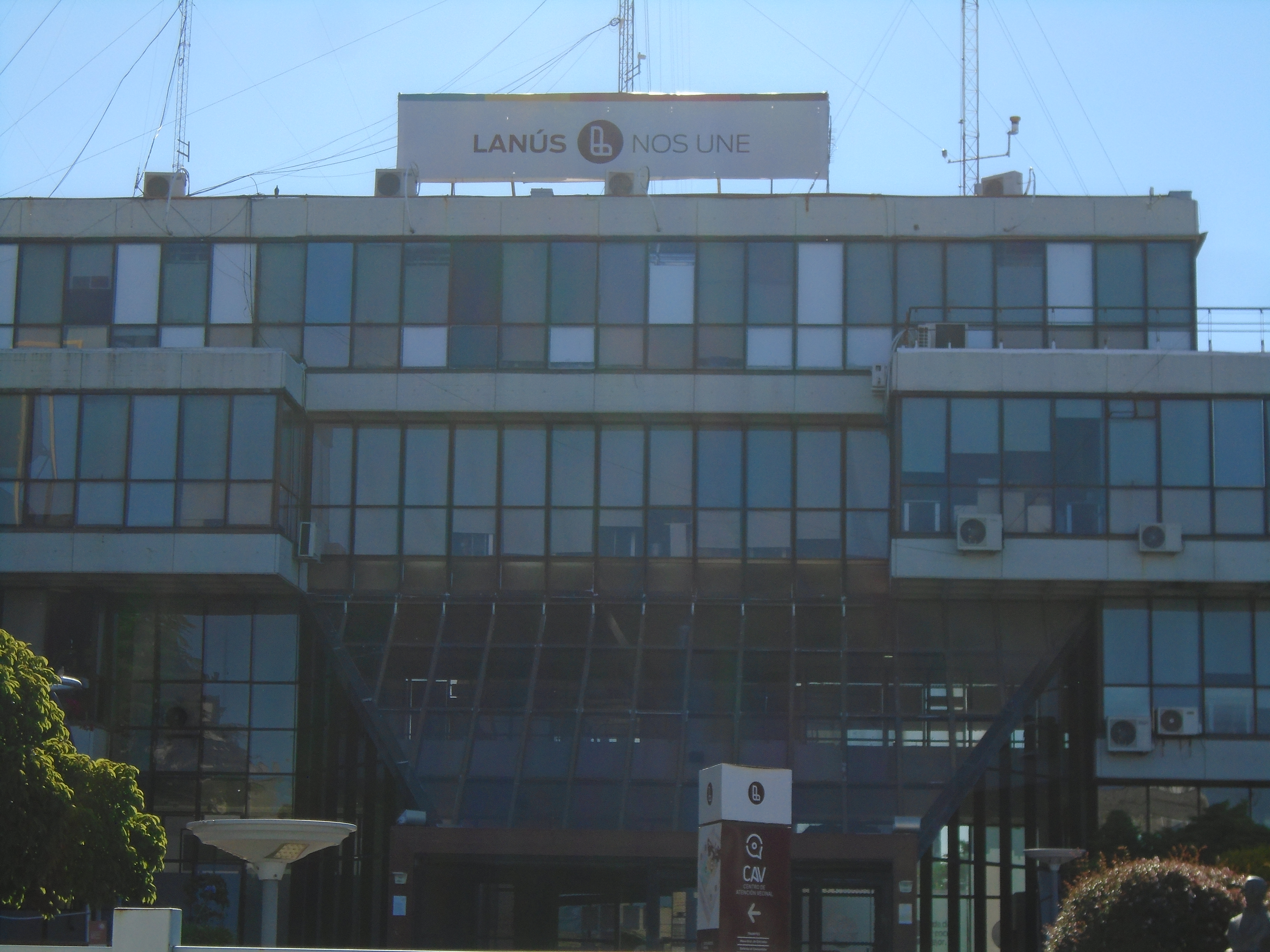
Prédio da prefeitura em 2020.

Lanús é um partido da província de Buenos Aires, na Argentina. Faz fronteira com a cidade de Buenos Aires e com os partidos de Avellaneda, Lomas de Zamora e Quilmes. Possuía, de acordo com estimativa de 2019, 462.895 habitantes.
Este município inclui as cidades de: 
- Gerli
- Lanús (sede do partido)
- Monte Chingolo
- Remedios de Escalada
- Valentín Alsina